# Neoribates tuberculatus
Neoribates tuberculatus är en kvalsterart som beskrevs av Rainer Willmann 1956. Neoribates tuberculatus ingår i släktet Neoribates och familjen Parakalummidae. Inga underarter finns listade i Catalogue of Life.